# 日本の高等専門学校一覧
日本の高等専門学校一覧（にほんのこうとうせんもんがっこういちらん）は、日本国内に設置されているされている高等専門学校の一覧である。国際高専、神山まるごと高専（2023年開校）を除き全ての高専に専攻科が併設されている（大阪公立大高専は学生募集停止）。
| 総数                            | 58校       |
| 国立                            | 51校       |
| 公立                            | 3校        |
| 私立                            | 4校        |
| 文部科学省所在地                | 〒100-8959 |
| 東京都千代田区霞が関3丁目2番2号 |            |
| 公式サイト                      | 文部科学省 |

## 種別別の一覧
- 国立高等専門学校
  - 工業高等専門学校（工業高専）
  - 商船高等専門学校（商船高専）
  - 電波高等専門学校（電波高専）
  - スーパー高専（高度化再編）
- 公立高等専門学校
- 私立高等専門学校

## 地域別の一覧

### 北海道地方
- 北海道
  - 函館工業高等専門学校
  - 苫小牧工業高等専門学校
  - 釧路工業高等専門学校
  - 旭川工業高等専門学校

### 東北地方
- 青森県
  - 八戸工業高等専門学校
- 岩手県
  - 一関工業高等専門学校
- 宮城県
  - 仙台高等専門学校
    - 名取キャンパス（旧・宮城工業高等専門学校）
    - 広瀬キャンパス（旧・仙台電波工業高等専門学校）
- 秋田県
  - 秋田工業高等専門学校
- 山形県
  - 鶴岡工業高等専門学校
- 福島県
  - 福島工業高等専門学校

### 関東地方
- 茨城県
  - 茨城工業高等専門学校
- 栃木県
  - 小山工業高等専門学校
- 群馬県
  - 群馬工業高等専門学校
- 千葉県
  - 木更津工業高等専門学校
- 東京都
  - 東京工業高等専門学校
  - 東京都立産業技術高等専門学校（公立）
    - 品川キャンパス（旧・東京都立工業高等専門学校）
    - 荒川キャンパス（旧・東京都立航空工業高等専門学校）

  - サレジオ工業高等専門学校（私立）

### 中部地方
- 新潟県
  - 長岡工業高等専門学校
- 富山県
  - 富山高等専門学校
    - 本郷キャンパス（旧・富山工業高等専門学校）
    - 射水キャンパス（旧・富山商船高等専門学校）
- 石川県
  - 石川工業高等専門学校
  - 国際高等専門学校（私立）
- 福井県
  - 福井工業高等専門学校
- 長野県
  - 長野工業高等専門学校
- 岐阜県
  - 岐阜工業高等専門学校
- 静岡県
  - 沼津工業高等専門学校
- 愛知県
  - 豊田工業高等専門学校

### 近畿地方
- 三重県
  - 鳥羽商船高等専門学校（商船高専）
  - 鈴鹿工業高等専門学校
  - 近畿大学工業高等専門学校（私立）
- 滋賀県
  - （滋賀県立高等専門学校 （仮称））（公立、2028年開校予定）
- 京都府
  - 舞鶴工業高等専門学校
- 大阪府
  - 大阪公立大学工業高等専門学校（公立）
- 兵庫県
  - 明石工業高等専門学校
  - 神戸市立工業高等専門学校（公立）
- 奈良県
  - 奈良工業高等専門学校
- 和歌山県
  - 和歌山工業高等専門学校

### 中国地方
- 鳥取県
  - 米子工業高等専門学校
- 島根県
  - 松江工業高等専門学校
- 岡山県
  - 津山工業高等専門学校
- 広島県
  - 広島商船高等専門学校（商船高専）
  - 呉工業高等専門学校
- 山口県
  - 徳山工業高等専門学校
  - 宇部工業高等専門学校
  - 大島商船高等専門学校（商船高専）

### 四国地方
- 徳島県
  - 阿南工業高等専門学校
  - 神山まるごと高等専門学校（私立）
- 香川県
  - 香川高等専門学校
    - 高松キャンパス（旧・高松工業高等専門学校）
    - 詫間キャンパス（旧・詫間電波工業高等専門学校）
- 愛媛県
  - 新居浜工業高等専門学校
  - 弓削商船高等専門学校（商船高専）
- 高知県
  - 高知工業高等専門学校

### 九州・沖縄地方
- 福岡県
  - 北九州工業高等専門学校
  - 久留米工業高等専門学校
  - 有明工業高等専門学校
- 長崎県
  - 佐世保工業高等専門学校
- 熊本県
  - 熊本高等専門学校
    - 熊本キャンパス（旧・熊本電波工業高等専門学校）
    - 八代キャンパス（旧・八代工業高等専門学校）
- 大分県
  - 大分工業高等専門学校
- 宮崎県
  - 都城工業高等専門学校
- 鹿児島県
  - 鹿児島工業高等専門学校
- 沖縄県
  - 沖縄工業高等専門学校

## 学科系別の一覧
文部科学省による分類。
- 機械・材料系
- 電気・電子系 電気・電子系の学科を置く高等専門学校一覧
- 情報系
- 化学・生物系
- 建設・建築系 建築学科#“建築学”の学科を持つ日本の高等専門学校
- 複合系
- 商船
- その他

## 改組・再編・統合

### 大学に改組した高専
- 大阪工業高等専門学校（私立、1962年 - 1979年） → 摂南大学工学部（1975年）
- 聖橋工業高等専門学校（私立、1962年 - 1979年）[4] → 埼玉工業大学（1976年）
- 幾徳工業高等専門学校（私立、1963年 - 1978年）[5] → 幾徳工業大学（1975年） → 神奈川工科大学（1988年）
- 桐蔭学園工業高等専門学校（私立、1965年 - 1991年）[6] → 桐蔭横浜大学工学部（1988年）
- 札幌市立高等専門学校（1991年 - 2009年）[7] → 札幌市立大学（2006年）

### 改称・再編・統合した高専
- 高知工業高等専門学校（私立、1962年 - 1963年） → 高知工業高等専門学校（国立、1963年）[8]
- 熊野工業高等専門学校 → 近畿大学工業高等専門学校に改称（2000年）[9]
- 育英工業高等専門学校 → サレジオ工業高等専門学校に改称（2005年）
- 東京都立工業高等専門学校 + 東京都立航空工業高等専門学校 → 東京都立産業技術高等専門学校（2006年）[10]
- 宮城工業高等専門学校 + 仙台電波工業高等専門学校 → 仙台高等専門学校（2009年）[11]
- 富山工業高等専門学校 + 富山商船高等専門学校 → 富山高等専門学校（2009年）[12]
- 高松工業高等専門学校 + 詫間電波工業高等専門学校 → 香川高等専門学校（2009年）[13]
- 八代工業高等専門学校 + 熊本電波工業高等専門学校 → 熊本高等専門学校（2009年）[14]
- 大阪府立工業高等専門学校 → 大阪府立大学工業高等専門学校（2011年） → 大阪公立大学工業高等専門学校（2022年）[15]
- 金沢工業高等専門学校 → 国際高等専門学校（2018年）[16]

## 構想
- 滋賀県 滋賀県立高等専門学校を2028年開校予定[17]。滋賀県初の高専となる。
- 山梨県 2024年9月、検討会を立ち上げた[18]。山梨県には高専がない。2025年秋をめどに設立の可否を判断する[19]。
- 福岡市 博多工業高校内に高校の定員を削減し、設置する方針[20]。福岡県では既に3つの高専があるが、福岡市内では初。情報系に特化した学科を検討している[21]。
- 小樽市 沖縄県南城市の学校法人、雙星舎が旧小樽市立石山中に設置を検討[22]。「旧小樽市立石山中を学校として再生させる会」が市に誘致を求める署名を提出した[23]。